# Panna (Inde)

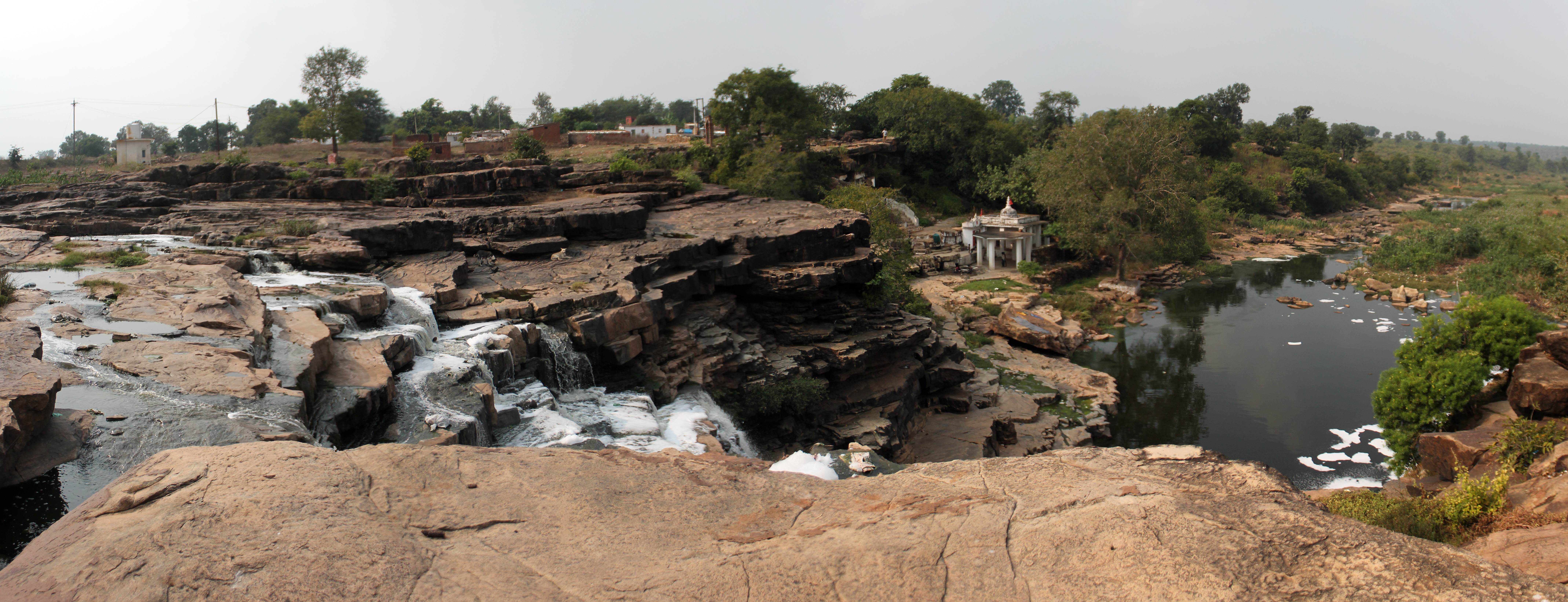
Vue panoramique de la cascade sur Panna Bypass

Panna est une ville indienne située dans le district de Panna, dans l'État du Madhya Pradesh, célèbre pour ses mines de diamant. En 2011, sa population était de 50 820 habitants.

## Traduction
- (en) Cet article est partiellement ou en totalité issu de l’article de Wikipédia en anglais intitulé « Panna, India » (voir la liste des auteurs).